# Scoliacma fuscescens
Scoliacma fuscescens är en fjärilsart som beskrevs av Rothschild 1912. Scoliacma fuscescens ingår i släktet Scoliacma och familjen björnspinnare. Inga underarter finns listade.